# Злотник, Борис Анатольевич
Борис Анатольевич Злотник (15 октября 1946, Перово, Московская область) — советский, российский и испанский шахматист, международный мастер, победитель первенства СССР среди студенческой и рабочей молодёжи (1963). Один из сильнейших в СССР специалистов по молниеносной игре в шахматы, чемпион Москвы (неофициального открытого первенства СССР) по блицу 1980 года, где опередил экс-чемпиона мира Михаила Таля.
Шахматный теоретик, педагог и литератор. Тренер гроссмейстеров Фабиано Каруаны, Мигеля Ильескаса, Сабрины Вега, Константина Асеева, Анны Ахшарумовой, Татьяны Богумил и ряда других известных шахматистов. Один из основателей первого в СССР отделения по подготовке шахматных тренеров с высшим образованием в Государственном институте физкультуры (ГЦОЛИФК). Заведующий кафедрой шахмат РГАФК в 1985—1991, кандидат педагогических наук. Автор ряда увлекательных книг о шахматах. По образованию — авиационный инженер.
С 1992 года живёт и работает в столице Испании — Мадриде. Имеет гражданства Испании и Российской Федерации.

## Биография
Родился 15 октября 1946 года в городе Перово Московской области в многодетной семье инженера-конструктора КБ Туполева, одного из разработчиков самолёта Ту-154. Младший брат Александр Анатольевич Злотник (род. 1956), доктор физико-математических наук, профессор Национального исследовательского университета «Высшая школа экономики». Старшая сестра Галина — математик, инженер. Детство Бориса прошло в Жуковском Московской области, где он начал играть в шахматы.

### В СССР
Свой первый шахматный турнир сыграл в возрасте 12 лет. В 1963 году познакомился с Михаилом Ботвинником и получил у него несколько уроков, в Школе Ботвинника познакомился и с 12-летним Анатолием Карповым. Также в этой группе занимались будущие гроссмейстеры — Юрий Балашов, Юрий Разуваев, Геннадий Тимощенко. В 1963 году к Злотнику пришёл первый успех: 16-летний Борис выигрывает первенство СССР среди студенческой и рабочей молодёжи. В 1968, будучи студентом МАИ, стал мастером спорта СССР. В звании лейтенанта служил в Ракетных войсках стратегического назначения. Трудовую деятельность начал инженером на предприятии оборонно-промышленного комплекса. Первого заметного успеха достиг в отборочном соревновании на первенство Москвы 1968 года, разделив 1-3 места с будущими гроссмейстерами Борисом Гулько и Игорем Зайцевым.

Борис Злотник после 25 лет эмиграции в Москве, среди своих первых студентов, 2017

С 1975 года по совету Марка Дворецкого стал одним из первых в стране шахматных профессионалов. Вместе с Григорием Гольдбергом стоял у истоков вузовской системы подготовки тренерских кадров в СССР. Старший преподаватель шахматного отделения ГЦОЛИФК, с 1985 по 1991 год — заведующий кафедрой шахмат, на этом посту преемник гроссмейстера Николая Крогиуса. В советский период карьеры как тренер работал с гроссмейстерами Константином Асеевым, Андреем Соколовым, Анной Ахшарумовой. В 1970—1980-х годах Злотник — один из сильнейших в СССР игроков по молниеносной игре в шахматы. Победитель открытого чемпионата Москвы по блицу 1980 года — неофициального первенства СССР, среди участников которого был экс-чемпион мира Михаил Таль.
Вместе с тем, к сокращению контроля времени на обдумывание в классических шахматах Злотник относится негативно, полагая, что это выхолащивает творческую сущность шахматной игры. В советский период педагогической деятельности приобрёл репутацию сильного шахматного методиста, исследователя различных компонентов шахматного мастерства, прежде всего в середине игры — в миттельшпиле. В шахматных кругах распространилась крылатая фраза: «Иной мастер чувствует позицию, а Злотник знает её». Спортивная карьера продолжалась с 1963 по 2005 год, после этого — только блиц и быстрые шахматы. Наивысший успех Злотника — 3-е место на международном турнире в Варшаве (1989) с участием ряда известных гроссмейстеров. Не лучшим образом на турнирных результатах Злотника отразились его многолетняя специализация как теоретика и педагога-наставника, отсутствие спортивных амбиций, а также привычка к курению.
В 1985 году на материалах собственных оригинальных исследований в области подготовки квалифицированных шахматистов защитил кандидатскую диссертацию по педагогике. Первым в мире Злотник публично обратил внимание, что углублённое изучение шахмат в детском и подростковом возрасте может негативно влиять на общее психическое развитие личности.

### В Испании
В 1992 году Злотник после долгих размышлений и колебаний эмигрировал из России в Испанию, обосновавшись в Мадриде, где и живёт в настоящее время. К этому шагу его подтолкнуло отсутствие в начале 1990-х годов достойного заработка для шахматных профессионалов в новой России, систематическая обструкция, которой он в силу ряда обстоятельств подвергался на родине со стороны спортивных чиновников, длительные проволочки с оформлением его выездных документов в аппарате РГАФК и Госкомспорта СССР, из-за чего Злотник впервые побывал за границей в возрасте 43 лет. В Испании же Злотник, сохранивший российское гражданство, получил к началу 1990-х годов известность как тренер-методист выездной школы Гарри Каспарова и как тренер испанского гроссмейстера Мигеля Ильескаса, выигравшего крупный турнир в Линаресе в 1992 году. Свой тренерский авторитет упрочил во время работы с итальянцем Фабио Каруаной, шахматное становление которого происходило под наставничеством Злотника. Тренировал Сабрину Вега, лидера женской сборной Испании.
Участвует в работе шахматной школы М.Ильескаса, которая проводит занятия различного уровня с широким использованием современных технологий, выпускает один из двух испанских шахматных журналов, а также организует ряд соревнований по Интернету, в том числе первенство Испании среди школьников.
В Испании работает в качестве тренера с детьми. Автор публикаций об уникальном опыте преподавания шахмат в испанских школах.
Автор ряда книг по теории и практике шахматной игры. Владеет английским, немецким и испанским языками. В прессе отмечаются также кулинарные способности Злотника.
Несмотря на 25 лет, прожитых в Испании, Злотник выступает под флагом Российской шахматной федерации. Он уверен, что в мире существует лишь одна концептуальная система подготовки высококвалифицированных шахматистов, одна шахматная школа — советская.
6-8 февраля 2017 года Злотник принял участие в торжественных мероприятиях в Москве по случаю 50-летия первой в СССР шахматной специализации РГАФК (ГЦОЛИФК) и 95-летия старейшего гроссмейстера мира Юрия Авербаха. Занял третье место в блицтурнире к юбилею Авербаха, немного отстав от победителя, гроссмейстера Юрия Балашова.

## Семья
Женат, имеет сына и дочь, трое внуков. Никто из потомства шахматами не увлекается. Вся семья живёт в Испании.

## Книги и крупные публикации
- Котов А. А., Злотник Б. А. Как стать гроссмейстером. М. ФиС, 1985
- Злотник Б. А. Типовые позиции миттельшпиля. М. ФиС, 1986
- Злотник Б. А. Как рождаются дебютные новинки[11]
- Злотник Б. А. Французская защита. Монография.
- Злотник Б. А. Испанский предмет. Шахматы для детей от 0 до 14 лет, родителей и педагогов[9]

## Изменения рейтинга
| График не отображается по техническим причинам. Чтобы исправить это, воспроизведите график в новом формате, если это возможно. |